# Liste der Brücken über die Limmat
Die Liste der Brücken über die Limmat enthält die Limmat-Brücken vom Abfluss aus dem Zürichsee bis zur Mündung bei Gebenstorf in die Aare.

## Brückenliste
An der Limmat befinden sich 90 Brücken: 47 Fussgängerbrücken, 33 Strassenbrücken, 8 Eisenbahnbrücken und zwei Rohrbrücken.

### Stadt Zürich
32 Brücken befinden sich auf Zürcher Stadtgebiet.

| Bild | Name                                                                 | Ort                                               | Lage | Funktion | Konstruktion               | Material    | Länge in m | Höhe m ü. M. | Bemerkungen |
| ---- | -------------------------------------------------------------------- | ------------------------------------------------- | ---- | --- | -------------------------- | ----------- | ---------- | ------------ | --- |
|      | Quaibrücke                                                           | Zürich-Bürkliplatz – Zürich-Bellevue              |      | Strassenbrücke (vierspurig) mit Tramtrasse in der Mitte, Trottoirs, separaten Velowegen und Rohrleitungen unterhalb der Fahrbahn          | Verbundbrücke              | Beton Stahl | 122        | 406          | Stahlbeton-Verbundbrücke, gebaut 1882–1884, verbreitert 1939, kompletter Brückenüberbau ausgetauscht 1984, nochmals verbreitert und saniert 2015 Die Brücke überspannt den sich zur Limmat verengenden Zürichsee. Höchstgeschwindigkeit 50 km/h VBZ Tramlinien 2, 5, 8, 9 und 11 |
|      | Teilzeit-Brücke Bauschänzli                                          | Zürich-Stadthausquai – Bauschänzli-Insel          |      | Fussgängerbrücke (temporär) | Balkenbrücke               | Stahl       | 25         | 406          | Der Not- und Fluchtsteg vom Bauschänzli wird jeweils im Herbst fürs Oktoberfest und den Circus Conelli montiert und im Frühling wieder abgebrochen. |
|      | Bauschänzli-Brücke                                                   | Zürich-Stadthausquai – Bauschänzli-Insel          |      | Strassenbrücke (einspurig) | Balkenbrücke               | Beton       | 20         | 406          | Höchstgewicht 11 t Für den regulären Sommerbetrieb auf der Gartenterrasse des Bauschänzli wird diese Brücke von Besuchern überquert. |
|      | Frauenbadi-Steg                                                      | Zürich-Stadthausquai – Frauenbad am Stadthausquai |      | Fussgängerbrücke | Balkenbrücke               | Stahl       | 4          | 406          | Die Badeanstalt ist denkmalgeschützt. |
|      | Münsterbrücke (Helmhausbrücke)                                       | Zürich-Stadthausquai – Zürich-Limmatquai          |      | Strassenbrücke (zweispurig) mit Trottoirs                                                                                                 | Stein-Bogenbrücke          | Stein       | 80         | 406          | Schützenswerte Naturstein-Bogenbrücke mit drei Flusspfeilern und gusseisernem Geländer, gebaut 1836–1838, ersetzte hölzernen Steg Das Bauwerk ist denkmalgeschützt. Höchstgeschwindigkeit 30 km/h Die Strassenbrücke verbindet die namensgebenden Kirchen Fraumünster und Grossmünster. Reiterdenkmal für Hans Waldmann auf hohem Sockel am westlichen Brückenende                                                             |
|      | Rathausbrücke (Gemüsebrücke)                                         | Zürich-Weinplatz – Zürich-Limmatquai              |      | Fussgängerbrücke | Plattenbrücke              | Beton Stahl | 50         | 406          | Platzförmige Brücke, gebaut 1972/73, ersetzte gusseiserne Brücke von 1882. Die Brücke soll 2025–2028 ersetzt werden. Die erste Rathausbrücke aus dem Mittelalter wurde mehrfach erneuert, sie war der erste und bis 1838 auch der einzige befahrbare Limmatübergang in der Stadt Zürich. |
|      | Rudolf-Brun-Brücke (Uraniabrücke)                                    | Zürich-Bahnhofquai – Zürich-Limmatquai            |      | Strassenbrücke (dreispurig) mit drei Velospuren und Trottoirs, zweispurig Fahrtrichtung Uraniastrasse, einspurig Fahrtrichtung Limmatquai | Plattenbrücke              | Beton Stein | 80         | 406          | Beton-Plattenbrücke, steinerne Brüstung mit Rosetten, gebaut 1912/13, neu erstellt in gleicher Form 1989–1991 Von 1914 bis 1989 war die Brücke auch mit Tramgleisen versehen, die zur kaum genutzten Verbindungsstrecke Uraniastrasse gehörten. An dieser Stelle gab es bereits 1394 einen Limmatübergang, den Oberen Mühlesteg. Höchstgeschwindigkeit 50 km/h Veloland-Route 66 Goldküste–Limmat (Etappe 1 Rapperswil–Zürich) |
|      | Mühlesteg                                                            | Zürich-Bahnhofquai – Zürich-Limmatquai            |      | Fussgängerbrücke | Fachwerkbrücke             | Stahl       | 80         | 406          | Brücke mit Holzbalkenboden, gebaut 1981/82 Am Metallgeländer sind Liebesschlösser angebracht. Der Standort liegt zwischen dem 1943 abgerissenen Oberen Mühlesteg und dem 1950 abgerissenen Unteren Mühlesteg. |
|      | Bahnhofbrücke                                                        | Zürich-Bahnhofplatz – Zürich-Central              |      | Strassenbrücke (vierspurig) mit Tramtrasse in der Mitte und Trottoirs                                                                     | Balkenbrücke               | Beton       | 80         | 406          | Brücke mit vier Flusspfeilern, gebaut 1861–1863, verbreitert 1899, neu erstellt (mit Ausnahme der Pfeiler) 1950–1952, saniert 1994 Höchstgeschwindigkeit 50 km/h VBZ Tramlinien 3, 4, 6, 7 und 10, Trolleybuslinien 31 und 46 sowie Nachtbuslinien N2, N4, N5, N6, N7, N8 und N78 |
|      | Langer-Steg                                                          | Zürich-Altstadt                                   |      | Fussgängerbrücke (ehemalig) | Balkenbrücke               | Holz        | ca. 100    | 406          | Offene Holzbrücke, gebaut 1662, nach der Eröffnung der Bahnhofbrücke 1864 abgetragen |
|      | Walchebrücke                                                         | Zürich-Museumstrasse – Zürich-Walcheplatz         |      | Strassenbrücke (vierspurig) mit Tramtrasse in der Mitte und Trottoirs                                                                     | Plattenbrücke              | Beton       | 52         | 406          | Dreifeldrige Spannbeton-Plattenbrücke, gebaut 1957/58, gesamtsaniert und verstärkt 2005/06, ersetzte Stahlbeton-Bogenbrücke von 1913 Höchstgeschwindigkeit 50 km/h VBZ Tramlinien 11 und 14 und Trolleybuslinie 46 |
|      | Drahtschmidlisteg                                                    | Zürich-Platzspitz – Zürich-Drahtschmidlisteig     |      | Fussgänger- und Velobrücke | Fachwerkbrücke             | Stahl       | 75         | 406          | Brücke mit abschliessbarem Tor Fahrverbot für Motorwagen, Motorräder und Motorfahrräder Veloland-Route 34 Rhein-Hirzel-Linth (Etappe 1 Kaiserstuhl–Zürich) und Route 45 Wyland-Downtown (Etappe 2 Winterthur–Zürich) Wanderweg Das Waterlinen (über Wasser gespannte Linien) vom Brückengeländer ist seit 2018 offiziell erlaubt.                                                                                              |
|      | Lettenwehrsteg                                                       | Zürich-Platzspitz                                 |      | Wehrbrücke | Balkenbrücke               | Beton       | 50         | 406          | Private Brücke mit abschliessbarem Metalltor Kernstück der Regulierung des Zürichsees ist das 1951 fertiggestellte Platzspitzwehr |
|      | Kornhausbrücke (über Limmat und Lettenkanal)                         | Zürich-Industriequartier – Zürich-Unterstrass     |      | Strassenbrücke (vierspurig) mit Trottoirs                                                                                                 | Bogenbrücke                | Beton       | 111        | 406          | Gebaut 1928/29, eingeweiht 1930 Höchstgeschwindigkeit 50 km/h VBZ Trolleybuslinie 32 |
|      | Lettensteg (über Limmat und Lettenkanal)                             | Zürich-Industriequartier – Zürich-Wipkingen       |      | Fussgänger- und Velobrücke | Balkenbrücke               | Beton       | 90         | 405          | Brücke auf zwei Flusspfeilern, gebaut um 1970, ersetzte Gitterfachwerksteg von ca. 1875 |
|      | Kraftwerk Letten-Brücke (über Lettenkanal)                           | Zürich-Wipkingen                                  |      | Werkbrücke | Balkenbrücke               | Beton       | 25         | 405          | Private Brücke Das denkmalgeschützte Kraftwerk Letten wurde 1892 fertiggestellt. |
|      | Lettenviadukt (über Limmat und Lettenkanal)                          | Zürich-Industriequartier – Zürich-Wipkingen       |      | Eisenbahnbrücke (stillgelegt), dient seit 1998 als Fussgänger- und Veloweg                                                                | Bogenbrücke Fachwerkbrücke | Stahl       | 823        | 400          | Gebaut 1891–1894, saniert 2011–2013 |
|      | Wipkinger Viadukt (Limmatbrücke Wipkingen)                           | Zürich-Industriequartier – Zürich-Wipkingen       |      | Eisenbahnbrücke (zweigleisig) | Fachwerkbrücke             | Stahl       | 834        | 400          | Parallel Stahlfachwerkbrücke, gebaut 1891–1894, umfassend saniert 2005 Höchstgeschwindigkeit 80 km/h Wipkingerlinie (Zürich HB–Wipkingen–Oerlikon) |
|      | Dammsteg                                                             | Zürich-Industriequartier – Zürich-Wipkingen       |      | Fussgänger- und Velobrücke | Plattenbrücke              | Stahl       | 80         | 400          | Brücke mit zwei Flussstützen, gebaut 1926 Fahrverbot für Motorwagen, Motorräder und Motorfahrräder Die hydrometrische Messstation Limmat - Zürich, Unterhard (2099) vom Bundesamt für Umwelt (BAFU) befindet sich 180 m flussabwärts auf der linken Flussseite. |
|      | Wipkingerbrücke                                                      | Zürich-West – Zürich-Wipkingen                    |      | Strassenbrücke (vierspurig) mit Tramtrasse in der Mitte und Trottoirs                                                                     | Hohlkastenbrücke           | Beton       | 100        | 400          | Die Wipkingerbrücke wird von der Hardbrücke überspannt Fussweg: Velos gestattet Höchstgeschwindigkeit 50 km/h VBZ Tramlinie 13 |
|      | Hardbrücke (über Limmat, Eisenbahngleise und Strassen)               | Zürich-West – Zürich-Wipkingen                    |      | Strassenbrücke (vierspurig) mit zusätzlicher Busspur in Fahrtrichtung Wipkingen                                                           | Balkenbrücke               | Beton       | 1350       | 400          | Gebaut 1969–1972, saniert 2009–2011 Bei der Limmat führt die Hardbrücke auf einer zweiten Ebene über die Wipkingerstrasse Höchstgeschwindigkeit 50 km/h VBZ Trolleybuslinien 33 und 72, Buslinie 83 und Nachtbuslinie N8 |
|      | Ampèresteg                                                           | Zürich-West – Zürich-Wipkingen                    |      | Fussgänger- und Velobrücke | Durchlaufträgerbrücke      | Stahl       | 70         | 399          | Stahltrog als Durchlaufträger über zwei Felder mit variablem Querschnitt, gebaut 2005 Die Seitenwände sind mit kleinen Löchern versehen, die auf der Aussenseite grau und auf der Innenseite rot sind. Fahrverbot für Motorwagen und Motorräder, ausgenommen öffentliche Dienste Höchstgewicht 3,5 t |
|      | Hardturmsteg                                                         | Zürich-West – Zürich-Höngg                        |      | Fussgänger- und Velobrücke | Balkenbrücke               | Stahl       | 60         | 398          | Brücke mit zwei Flusspfeilern Fahrverbot für Motorwagen, Motorräder und Motorfahrräder Metallpoller dient als Durchfahrtssperre |
|      | Hardturmviadukt (über Limmat, Gleise, Strassen und Industrieflächen) | Zürich-West – Zürich-Höngg                        |      | Eisenbahnbrücke (zweigleisig) | Hohlkastenbrücke           | Beton       | 1126       | 398          | Gebaut 1965–1968 Das Viadukt war von der Eröffnung am 1. Juni 1969 bis 2015 die längste Eisenbahnbrücke der Schweiz. Für den Plan Lumière wird die Brücke seit 2005 beleuchtet. Höchstgeschwindigkeit 95 km/h Käferberglinie (Zürich HB–Hardbrücke–Oerlikon) |
|      | Hardeggsteg                                                          | Zürich-Altstetten – Zürich-Höngg                  |      | Fussgänger- und Velobrücke | Balkenbrücke               | Beton       | 80         | 397          | Brücke mit Metallgeländer und zwei Flusspfeilern Fahrverbot für Motorwagen, Motorräder und Motorfahrräder Wanderland-Route 897 Limmat-Uferweg (Rundweg Zürich-Hardturm – Zürich-Hardturm) |
|      | Europabrücke (über Limmat, Eisenbahngleise und Strassen)             | Zürich-Altstetten – Zürich-Höngg                  |      | Strassenbrücke (vierspurig) mit befestigtem Mittelstreifen und Trottoirs                                                                  | Plattenbrücke              | Beton       | 1100       | 397          | Gebaut 1961/62 Schleudergefahr bei vereister Fahrbahn Höchstgeschwindigkeit 50 km/h, Höchstgewicht 10 t Gemeinsamer Rad- und Fussweg VBZ Buslinien 80, 89, 304, 308 und 485 |
|      | Hönggerwehr-Brücke                                                   | Zürich-Altstetten – Zürich-Höngg                  |      | Fussgänger- und Veloübergang auf der Wehrkrone                                                                                            | Balkenbrücke               | Beton       | 60         | 397          | |
|      | Hönggerwehr-Steg                                                     | Zürich-Höngg                                      |      | Fussgänger- und Velobrücke | Balkenbrücke               | Beton       | 12         | 397          | |
|      | Winzerhaldebrücke (über Kraftwerk Oberwasserkanal)                   | Zürich-Höngg                                      |      | Fussgänger- und Velobrücke | Balkenbrücke               | Beton       | 25         | 397          | Zugang zur Werdinsel Wanderland-Route 897 Limmat-Uferweg (Rundweg Zürich-Hardturm – Zürich-Hardturm) |
|      | Werdinsel-Brücke (über Kraftwerk Oberwasserkanal)                    | Zürich-Höngg                                      |      | Strassenbrücke (einspurig) | Bogenbrücke                | Beton       | 30         | 397          | Brücke mit Barriere Fahrverbot für Motorwagen, Motorräder und Motorfahrräder, ausgenommen Zugangsberechtigte mit Bewilligung |
|      | Werdhölzlisteg (Rohrleitungsbrücke Werdinsel)                        | Zürich-Altstetten – Zürich-Höngg                  |      | Rohrleitungsbrücke Fussgängerbrücke | Hängebrücke                | Stahl       | 78         | 395          | Die der Überleitung von Abwasser in die Kläranlage dienende und begehbare Brücke wurde 1978 erbaut. |
|      | Kraftwerk Höngg-Steg (über Kraftwerk Unterwasserkanal)               | Zürich-Höngg                                      |      | Fussgängerbrücke | Balkenbrücke               | Beton       | 30         | 395          | Das Kraftwerk Höngg auf der Werdinsel wurde 1893 errichtet. Wanderland-Route 897 Limmat-Uferweg (Rundweg Zürich-Hardturm – Zürich-Hardturm) |
|      | Werdhölzlibrücke                                                     | Zürich-Altstetten – Zürich-Höngg                  |      | Fussgängerbrücke Rohrleitungsbrücke | Hängebrücke                | Stahl       | 104        | 393          | Gebaut 1988 Die Pipeline 21 (Schlieren – Wülflingen) der Erdgas Ostschweiz AG führt über die Brücke. Der Zugang zur Hängebrücke wurde auf beiden Seiten rollstuhlgängig ausgelegt. |

### ZürcherLimmattal
19 Brücken überspannen den Fluss im Bezirk Dietikon.
| Bild                                                                         | Name                                                       | Ort                                 | Lage | Funktion | Konstruktion     | Material    | Länge in m | Höhe m ü. M. | Bemerkungen |
| ---------------------------------------------------------------------------- | ---------------------------------------------------------- | ----------------------------------- | ---- | --- | ---------------- | ----------- | ---------- | ------------ | --- |
|                                                                              | Limmatbrücke Oberengstringen (A1H Autobahnzweig)           | Zürich-Altstetten – Oberengstringen |      | Autobahnbrücke (vierspurig)                                                                                         | Balkenbrücke     | Beton       | 185        | 392          | Gebaut 1963–1965, saniert 2013–2015 Höchstgeschwindigkeit 120 km/h Kunstbautennummer 245-002 |
|                                                                              | Limmatsteg Oberengstringen                                 | Zürich-Altstetten – Oberengstringen |      | Fussgänger- und Velobrücke                                                                                          | Balkenbrücke     | Stahl       | 150        | 392          | Die Brücke ist unterhalb der Fahrbahn der A1H Autobahnbrücke (Fahrtrichtung Zürich) befestigt. Übergang verbindet den Kloster-Fahr-Weg mit dem Fischerweg Übergang ist nicht behindertengerecht (Treppen) |
|                                                                              | Gaswerk-Steg (Gasibrüggli)                                 | Schlieren – Oberengstringen         |      | Fussgänger- und Velobrücke                                                                                          | Balkenbrücke     | Stahl       | 80         | 390          | Brücke mit zwei Betonflusspfeilern Fahrverbot für Motorwagen und Motorräder Wanderweg Kunstbautennummer 247-201 |
|                                                                              | Weiningerstrasse-Brücke                                    | Unterengstringen                    |      | Strassenbrücke (zweispurig) mit Trottoirs                                                                           | Balkenbrücke     | Stahl       | 200        | 389          | Brücke mit Flusspfeiler Höchstgeschwindigkeit 50 km/h VBZ-Buslinien 302 (Dietikon – Oberurdorf), 308 (Zürich Altstetten Bahnhof – Urdorf Weihermatt Bahnhof) und N13 (Schlieren Zentrum/Bhf – Zürich Bahnhofplatz/HB (Nachtbus)) Wanderweg Kunstbautennummer 249-004 |
|                                                                              | Limmatbrücke Kloster Fahr (Ueberlandstrasse)               | Schlieren – Dietikon                |      | Strassenbrücke (zweispurig) mit abgetrennten Trottoirs                                                              | Fachwerkbrücke   | Stahl       | 90         | 387          | Gebaut 1924 Höchstgeschwindigkeit 60 km/h Wanderweg Kunstbautennummer 247-005 |
|                                                                              | Kieswerke Hardwald-Brücke                                  | Schlieren – Dietikon                |      | Eisenbahnbrücke (stillgelegt)                                                                                       | Fachwerkbrücke   | Stahl       | 80         | 387          | Private Brücke der Kieswerke Hardwald (Meyer & Co) Verbot für Fussgänger: Es wird hiermit jedem Unberechtigten das Betreten der Eisenbahnbrücke bei Polizeibusse bis zu Fr. 50.- strengstens untersagt |
|                                                                              | Glanzenberg-Steg                                           | Dietikon                            |      | Fussgänger- und Velobrücke                                                                                          | Balkenbrücke     | Stahl       | 70         | 386          | Fahrverbot für Motorwagen, Motorräder und Motorfahrräder Veloland-Route 66 Goldküste–Limmat (Etappe 2 Zürich–Baden) Wanderland-Route 897 Limmat-Uferweg (Rundweg Zürich-Hardturm – Zürich-Hardturm) Kunstbautennummer 243-201 |
|                                                                              | Limmattal-Brücke (A3/A4 Autobahn)                          | Dietikon                            |      | Autobahnbrücke (fünfspurig), dreispurig Fahrtrichtung Limmattaler Kreuz und zweispurig Fahrtrichtung Urdorf         | Balkenbrücke     | Beton       | 550        | 386          | Gebaut 1981–1983, renoviert 2022–2024 Die Autobahnbrücke führt auch über die Bahnstrecke Zürich–Olten. Höchstgeschwindigkeit 100 km/h Kunstbautennummer 243-204 |
|                                                                              | Militärischer Brückenschlag                                | Dietikon                            |      | Pontonbrücke (ehemalig)                                                                                             | Schwimmplattform | Holz Stahl  | 72         | 386          | Der Limmatübergang der französischen Armee erfolgte am 25. September 1799 |
|                                                                              | Stauwehrsteg                                               | Dietikon – Unterengstringen         |      | Wehrbrücke (privat)                                                                                                 | Balkenbrücke     | Stahl       | 70         | 382          | Übergang beim Dotierkraftwerk Dietikon |
|                                                                              | Limmatbrücke Dietikon (Ueberlandstrasse)                   | Dietikon – Weiningen-Fahrweid       |      | Strassenbrücke (zweispurig) mit Trottoirs und Rohrleitungen an der Brückenseite                                     | Verbundbrücke    | Beton Stahl | 73         | 382          | Dreifeldrige Stahlbetonverbundbrücke, gebaut 1928, renoviert 1994, unterwasserseitige Zwillingsbrücke geplant 2017–2024 Höchstgeschwindigkeit 60 km/h VBZ-Buslinien 301 (Oetwil an der Limmat – Dietikon), 302 (Dietikon – Oberurdorf), 304 (Dietikon – Zürich Altstetten) und N34 (Oetwil an der Limmat – Schlieren (Nachtbus)) Veloland-Route 66 Goldküste–Limmat (Etappe 2 Zürich–Baden) Kunstbautennummer 243-016 |
| Brücke vor Erweiterung (September 2018) Brücke nach Erweiterung (April 2022) | Oberwasserkanalbrücke (über Kraftwerk Oberwasserkanal)     | Dietikon                            |      | Strassenbrücke (vierspurig) mit Velospur, Trottoirs und Rohrleitungen an der Brückenseite                           | Plattenbrücke    | Beton       | 30         | 382          | Zweifeldrige Plattenbrücke, gebaut 1928, renoviert 1994, Brückenerweiterung auf der nördlichen Seite 2019–2020 Höchstgeschwindigkeit 60 km/h VBZ-Buslinien 301 (Oetwil an der Limmat – Dietikon), 302 (Dietikon – Oberurdorf), 304 (Dietikon – Zürich Altstetten) und N34 (Oetwil an der Limmat – Schlieren (Nachtbus)) Veloland-Route 51 Säuliamt–Schwyz (Etappe 1 Dietikon–Zug) Kunstbautennummer 243-015           |
|                                                                              | EKZ-Steg (über Kraftwerk Unterwasserkanal)                 | Dietikon                            |      | Fussgängerbrücke mit Rohrleitungen an der Brückenseite                                                              | Fachwerkbrücke   | Stahl       | 45         | 381          | Private Brücke mit abschliessbarer Schranke, gebaut 2020 Zugang zum EKZ Areal |
|                                                                              | Karl-Heid-Strasse-Brücke (über Kraftwerk Unterwasserkanal) | Dietikon                            |      | Strassenbrücke (ehemalig)                                                                                           | Fachwerkbrücke   | Stahl       | 45         | 381          | Abgebrochen 2020 |
|                                                                              | EKZ-Brücke (über Kraftwerk Unterwasserkanal)               | Dietikon                            |      | Strassenbrücke (zweispurig)                                                                                         | Balkenbrücke     | Beton       | 40         | 381          | Private Brücke mit Barriere, gebaut 2018 Zugang zum EKZ Areal |
|                                                                              | Brücke zur Grieninsel (über Kraftwerk Unterwasserkanal)    | Dietikon                            |      | Fussgängerbrücke | Balkenbrücke     | Beton       | 30         | 381          | Allgemeines Fahrverbot Hinweistafel: Von der Brücke in den Kanal springen ist verboten, Schwimmen ist nicht erlaubt Auf der linken Flussseite befindet sich das national geschützte Flachmoorgebiet Schachen. |
|                                                                              | Inselspitz-Steg (über Kraftwerk Unterwasserkanal)          | Dietikon                            |      | Fussgänger- und Velobrücke                                                                                          | Balkenbrücke     | Beton Holz  | 20         | 381          | Gebaut 2018/19 Der Steg hat limmatseitig eine hohe Sichtschutzwand, damit die Vögel im Naturschutzgebiet nicht gestört werden. Veloland-Route 66 Goldküste–Limmat (Etappe 2 Zürich–Baden) Kunstbautennummer 243-313 Auf der linken Flussseite befindet sich das national geschützte Flachmoorgebiet Schachen. |
|                                                                              | Reppischbrücke (über Limmat Kraftwerkkanal und Reppisch)   | Dietikon                            |      | Fussgänger- und Velobrücke                                                                                          | Fachwerkbrücke   | Stahl       | 26         | 381          | Gebaut 2018/19, ersetzte Eisenfachwerkbrücke von 1895 Veloland-Route 66 Goldküste–Limmat (Etappe 2 Zürich–Baden) Kunstbautennummer 243-310 Auf der linken Flussseite befindet sich das national geschützte Flachmoorgebiet Schachen. |
|                                                                              | Steg bei der Limmatbrücke Dietikon                         | Dietikon – Geroldswil               |      | Fussgänger- und Velobrücke                                                                                          | Balkenbrücke     | Beton       | 160        | 380          | Die Brücke ist am südlichen Brückengeländer der Autobahnbrücke befestigt. Kunstbautennummer 243-310 Auf der linken Flussseite befindet sich das national geschützte Flachmoorgebiet Schachen. |
|                                                                              | Limmatbrücke Dietikon (A1/A3 Autobahn)                     | Dietikon – Geroldswil               |      | Autobahnbrücke (siebenspurig), vierspurig Fahrtrichtung Limmattaler Kreuz und dreispurig Fahrtrichtung Spreitenbach | Balkenbrücke     | Beton       | 170        | 380          | Eröffnet 1972 respektive 1985, saniert 2020–2022 Höchstgeschwindigkeit 120 km/h Auf der linken Flussseite befindet sich das national geschützte Flachmoorgebiet Schachen. |
|                                                                              | Limmatbrücke Mutschellenstrasse                            | Dietikon – Oetwil an der Limmat     |      | Strassenbrücke (zweispurig) mit Trottoir                                                                            | Balkenbrücke     | Beton       | 200        | 380          | Brücke mit zwei Flusspfeilern Höchstgeschwindigkeit 80 km/h Kunstbautennummer 243-009+ |

### AargauerLimmattal
39 Brücken überspannen den Fluss im Bezirk Baden.
| Bild | Name                                                     | Ort                          | Lage | Funktion | Konstruktion                 | Material    | Länge in m | Höhe m ü. M. | Bemerkungen |
| ---- | -------------------------------------------------------- | ---------------------------- | ---- | --- | ---------------------------- | ----------- | ---------- | ------------ | --- |
|      | Limmatinsel-Brücke (über Industriekanal)                 | Spreitenbach                 |      | Fussgängerbrücke | Balkenbrücke                 | Holz        | 25         | 380          | Verbotschild: Das Campieren, das Mitführen von Hunden sowie das Nacktbaden sind auf der Limmatinsel verboten Die Insel entstand nach 1862 als eine Baumwollspinnerei gebaut wurde, der untere Teil der Insel steht unter Naturschutz und ist nicht öffentlich zugänglich. |
|      | Würenlos-Brücke                                          | Killwangen – Würenlos        |      | Strassenbrücke (einspurig) mit abgetrenntem Trottoir                                                                                | Fachwerkbrücke               | Stahl       | 80         | 380          | Für den Bau der Autobahn A1 wurde 1967 die Brücke um hundert Meter flussaufwärts geschoben. Vortritt vor dem Gegenverkehr (Fahrtrichtung Killwangen) Dem Gegenverkehr Vortritt lassen (Fahrtrichtung Würenlos) Verbot für Tiere (Pferd) Höchstgeschwindigkeit 50 km/h, Höchstgewicht 5 t, Höchsthöhe 2,8 m RVBW-Buslinie 11 (Würenlos Bahnhofplatz – Killwangen Bahnhof) Veloland-Route 66 Goldküste–Limmat (Etappe 2 Zürich–Baden) |
|      | Limmatbrücke Würenlos (A1/A3 Autobahn)                   | Killwangen – Würenlos        |      | Autobahnbrücke (sechsspurig) | Hohlkastenbrücke             | Stahl Beton | 168        | 380          | Schiefe, dreifeldrige Spannbetonbrücke, gebaut 1967–1970 An den Brückenseiten sind Lärmschutzwände installiert. Höchstgeschwindigkeit 120 km/h Bauwerksnummer N1-520 |
|      | SBB-Brücke                                               | Killwangen – Würenlos        |      | Eisenbahnbrücke (eingleisig) | Balkenbrücke                 | Beton       | 250        | 380          | Brücke auf Flusspfeilern Die Verbindungskurve Killwangen–Würenlos wurde am 4. Mai 1981 eröffnet. Güterzüge aus der Ostschweiz gelangen über diese Brücke direkt in den Rangierbahnhof Limmattal. Höchstgeschwindigkeit 95 km/h |
|      | Tägerhard-Brücke                                         | Neuenhof – Wettingen         |      | Fussgänger- und Velobrücke | Balkenbrücke                 | Stahl       | 300        | 380          | Die Brücke ist am südlichen Brückengeländer der Autobahnbrücke befestigt. Veloland-Route 66 Goldküste–Limmat (Etappe 2 Zürich–Baden) Wanderweg Bauwerksnummer N1-510A |
|      | Limmatbrücke Wettingen (A1/A3 Autobahn)                  | Neuenhof – Wettingen         |      | Autobahnbrücke (sechsspurig) | Balkenbrücke                 | Beton       | 283        | 380          | Brücke mit beidseitigen Lärmschutzwänden Höchstgeschwindigkeit 120 km/h Bauwerksnummer N1-510 |
|      | Kraftwerk Wettingen-Wehrbrücke (Stausee Wettingen)       | Neuenhof – Wettingen         |      | Fussgänger- und Veloübergang auf der Wehrkrone                                                                                      | Talsperre                    | Beton       | 133        | 379          | Staumauer mit Wehrbrücke, fertiggestellt 1933 |
|      | Obere Limmatbrücke Wettingen                             | Neuenhof – Wettingen         |      | Eisenbahnbrücke (zweigleisig) | Verbundbrücke                | Beton Stahl | 135        | 363          | Gebaut 1986–1988 (Pfeiler und Widerlager von 1875), ersetzte Fachwerkbrücken von 1912 und 1875 Höchstgeschwindigkeit 125 km/h Bahnstrecke Zürich–Baden |
|      | Limmatbrücke Neuenhof                                    | Neuenhof – Wettingen         |      | Strassenbrücke (zweispurig) mit separatem Fussgänger- und Veloweg auf unterer Ebene 278 273                                         | Hochbrücke                   | Beton       | 240        | 363          | Hochbrücke mit drei Betonpfeilern, gebaut 1969, saniert 2020 Die Wohnsiedlungen unter der Brücke sind durch Schutzgitter vor herabfallenden Gegenständen geschützt. Höchstgeschwindigkeit 60 km/h RVBW-Buslinien 4 (Baden Ruschebach – Spreitenbach), 8 (Wettingen Bushof – Neuenhof Kirchfeld), 12 (Tägi – Dättwil Kantonsspital) und N33 (Baden Bahnhof West – Dietikon Bahnhof (Nachtbus)) Veloland-Route 66 Goldküste–Limmat (Etappe 2 Zürich–Baden) Bauwerksnummer N1-504 |
|      | Holzbrücke Kloster Wettingen                             | Neuenhof – Wettingen         |      | Strassenbrücke (ehemalig), dient seit 1970 ausschliesslich Fussgängern und Velofahrer                                               | Gedeckte Brücke              | Holz        | 65         | 362          | Schützenswerte gedeckte Holzbrücke, gebaut 1818/19, gesamthaft verstärkt 1923/24 Die Brücke setzt sich aus zwei ungleichen Jochen zusammen, das linke Joch ist ein überdachtes Hängewerk (Spannweite 36 m), das rechte Joch ist eine Eisenkonstruktion ohne Bedachung (Spannweite 19 m). Das Bauwerk ist denkmalgeschützt. Fahrverbot für Motorwagen, Motorräder und Motorfahrräder Kulturweg Limmat Bauwerksnummer B-7008 |
|      | Paul Fischer-Brücke (Gwaggelibrugg)                      | Neuenhof – Wettingen         |      | Fussgängerbrücke | Hängebrücke                  | Stahl       | 45         | 362          | Schützenswerte Drahtseil-Hängebrücke, gebaut 1863, saniert 1981/82 Die Gwaggelibrugg ist mit grösster Wahrscheinlichkeit die älteste noch bestehende Drahtseilbrücke der Schweiz. Das Bauwerk ist denkmalgeschützt. Übergang ist nicht behindertengerecht (Treppen) Kulturweg Limmat |
|      | Webermühle-Steg                                          | Neuenhof – Wettingen         |      | Fussgänger- und Velobrücke | Balkenbrücke                 | Stahl       | 80         | 358          | Brücke mit Betonflusspfeiler Kulturweg Limmat Bei Talstation Schräglift Webermühle zum Bahnhof Wettingen |
|      | Geplante Autobrücke                                      | Baden – Wettingen            |      | Strassenbrücke | Balkenbrücke                 | Beton       | 200        | 358          | Bis im Jahr 2040 soll eine neue Autobrücke über die Limmat gebaut werden. Die Brücke soll vom ehemaligen Schlachthof in die Nähe der Webermühle-Kreuzung führen. |
|      | Untere Limmatbrücke Wettingen                            | Baden – Wettingen            |      | Eisenbahnbrücke (dreigleisig) mit abgesetztem Fussgänger- und Velosteg                                                              | Fachwerkbrücke               | Stahl       | 133        | 358          | Eisenfachwerkbrücke auf zwei Mauerwerkspfeilern, gebaut 1922, ersetzte Brücke von 1875 Bahnstrecken Zürich–Baden (zwei Gleise) und Zofingen–Wettingen (ein Gleis) |
|      | Von Rechenbergweg-Brücke                                 | Baden                        |      | Strassenbrücke (einspurig) | Balkenbrücke                 | Beton       | 75         | 354          | Allgemeines Fahrverbot: Ausgenommen öffentliche Dienste Verbot für Tiere (Pferd) Übergang beim Dotierkraftwerk Aue Kulturweg Limmat |
|      | Hochbrücke Baden                                         | Baden                        |      | Strassenbrücke (dreispurig) mit Velospuren und Trottoirs, zweispurig Fahrtrichtung Wettingen, einspurig Fahrtrichtung Baden 278 115 | Stein-Bogenbrücke Hochbrücke | Beton Stahl | 275        | 353          | Stahlbeton-Bogenbrücke, gebaut 1924–1926, umfassend renoviert und verbreitert 1991–1994, saniert 2021. Die Hochbrücke soll bis 2040 autofrei werden. Höchstgeschwindigkeit 50 km/h RVBW-Buslinien 1 (Gebenstorf – Würenlos), 3 (Wettingen Brunnenwiese – Baden Bahnhof), 4 (Baden Ruschebach – Spreitenbach), 7 (Wettingen – Birmenstorf) und N33 (Baden Bahnhof West – Dietikon Bahnhof (Nachtbus)) PostAuto-Buslinien 352 (Baden – Endingen), 353 (Baden – Tegerfelden) und 354 (Baden – Kaiserstuhl) Skatingland-Route 3 Mittelland Skate (Etappe 5 Kloten (Flughafen)–Brugg) Bauwerksnummer B-065 |
|      | Holzbrücke Baden                                         | Baden                        |      | Strassenbrücke (ehemalig), dient seit 1926 ausschliesslich Fussgängern und Velofahrer                                               | Gedeckte Brücke              | Holz        | 39         | 351          | Schützenswerte gedeckte Holzbrücke, gebaut 1809/10, hat mindestens fünf Vorgängerinnen, 1242 ist erstmals eine Brücke bezeugt. Das Bauwerk ist denkmalgeschützt. Höchstgeschwindigkeit 20 km/h, Höchstgewicht 3,5 t, Höchsthöhe 3,2 m Veloland-Route 66 Goldküste–Limmat (Etappe 2 Zürich–Baden) und Route 5 Mittelland–Route (Etappe 3 Kloten–Aarau) Wanderland-Route 5 Jurahöhenweg (Etappe 1 Dielsdorf–Brugg) Kulturweg Limmat |
|      | Limmatsteg Baden («Rostbalken»)                          | Baden – Ennetbaden           |      | Fussgänger- und Velobrücke | Fachwerkbrücke               | Stahl       | 52         | 350          | Brücke mit Gitterrostboden, gebaut 2006/07 Der rotbraune Steg wird ergänzt mit einem Liftturm und einer Passerelle zum Bahnhofplatz. Fahrverbot für Motorwagen, Motorräder und Motorfahrräder Die hydrometrische Messstation Limmat - Baden, Limmatpromenade (2243) vom Bundesamt für Umwelt (BAFU) befindet sich auf der linken Flussseite. |
|      | Schiefe Brücke                                           | Baden – Ennetbaden           |      | Strassenbrücke (zweispurig) mit Trottoirs                                                                                           | Verbundbrücke                | Beton Stahl | 60         | 349          | Schützenswerte Stahlverbund-Fachwerkbrücke, gebaut 1871–1874, saniert 2008, ersetzte Fussgängersteg von 1818 Seit 2006 für den motorisierten Individualverkehr gesperrt, seither wird sie weiterhin von Bussen und Taxis befahren und dient dem Fussgänger- und Veloverkehr. Das Bauwerk ist denkmalgeschützt. Höchstgeschwindigkeit 20 km/h RVBW-Buslinien 2 (Untersiggenthal – Spreitenbach), 5 (Ennetbaden – Baldegg) und N36 (Würenlingen – Baden Bahnhof (Nachtbus)) Wanderweg Bauwerksnummer B-067                                                                                              |
|      | Merciersteg (Passarelle Henri Mercier)                   | Baden – Ennetbaden           |      | Fussgängerbrücke mit Rohrleitung unterhalb der Fahrbahn                                                                             | Fachwerkbrücke               | Stahl Beton | 38         | 349          | Brücke mit Gitterrostboden und Betonflusspfeiler, eröffnet 1968, ersetzte offene Holzbrücke Allgemeines Fahrverbot |
|      | Limmatsteg «Altes Wehr»                                  | Baden – Rieden               |      | Fussgänger- und Velobrücke mit Fernwärmeleitungsrohr an der Brückenseite                                                            | Balkenbrücke                 | Stahl       | 75         | 347          | Brücke mit Gitterrostboden und Aussichtsplattform mit drei Bänken, gebaut 2007, saniert 2019/20 Die Flusspfeiler des Limmatstegs sind die Wehrpfeiler vom alten Kappelerhofwehr. Wanderweg |
|      | Siggenthalerbrücke                                       | Baden – Rieden               |      | Strassenbrücke (dreispurig) mit Velospuren und Trottoirs, zweispurig Fahrtrichtung Rieden, einspurig Fahrtrichtung Baden 121        | Bogenbrücke                  | Beton Stahl | 214        | 347          | Gebaut 1999–2001, eröffnet 2002 Höchstgeschwindigkeit 50 km/h RVBW-Buslinie 6 (Obersiggenthal – Rütihof) Bauwerksnummer B-068 |
|      | Kappelerhof-Brücke                                       | Baden                        |      | Fussgängerbrücke | Balkenbrücke                 | Holz        | 26         | 347          | Gebaut 2007 Allgemeines Fahrverbot Steg führt zum Limmatinseli mit Grillplatz |
|      | Wehrbrücke beim Kraftwerk Kappelerhof                    | Baden – Rieden               |      | Fussgänger- und Veloübergang auf der Wehrkrone                                                                                      | Balkenbrücke                 | Beton       | 75         | 344          | Dreifeldrige Stauwehrbrücke beim Kraftwerk Kappelerhof, gebaut 2003–2007 Fahrverbot für Motorwagen und Motorräder |
|      | Brücke beim ARA Laufäcker                                | Turgi – Obersiggenthal       |      | Rohrleitungsbrücke | Balkenbrücke                 | Stahl       | 120        | 341          | Wasserleitungsübergang beim ARA Laufäcker. |
|      | Limmatbrücke Turgi (Schöneggstrasse)                     | Turgi – Obersiggenthal       |      | Strassenbrücke (zweispurig) mit Trottoirs und Rohrleitungen unterhalb der Fahrbahn 296.1 438                                        | Balkenbrücke                 | Beton       | 74         | 336          | Gebaut 1978, saniert 2020/21 Höchstgeschwindigkeit 50 km/h PostAuto-Buslinie 357 (Gebenstorf – Villigen) Die Bronzeskulptur Schnitter mit Sichel (1979) vom Bildhauer Eduard Spörri schmückt die Brücke. Bauwerksnummer B-069 |
|      | Brücke beim Kraftwerk Turgi (über Kraftwerkkanal)        | Turgi – Untersiggenthal      |      | Werkbrücke | Balkenbrücke                 | Beton       | 10         | 335          | Private Brücke, gebaut 1986 Übergang beim Kraftwerk Turgi. |
|      | Holzbrücke Ennetturgi                                    | Turgi – Untersiggenthal      |      | Fussgänger- und Velobrücke | Gedeckte Brücke              | Holz        | 58         | 334          | Schützenswerte gedeckte Holzbrücke mit Erker und Türmchen über dem mittleren Flusspfeiler, gebaut 1921, teilweise umgebaut 1990, renoviert 2014/15, ersetzte Brücke von 1845 Das Bauwerk ist denkmalgeschützt. Fahrverbot für Motorwagen, Motorräder und Motorfahrräder Wanderweg |
|      | Aubrücke (Steigstrasse)                                  | Turgi – Untersiggenthal      |      | Strassenbrücke (einspurig) mit abgetrenntem Trottoir und Rohrleitungen an der Brückenseite                                          | Balkenbrücke                 | Stahl       | 60         | 334          | Brücke mit Gitterrostfahrbahn, gebaut 1963 Vortritt vor dem Gegenverkehr (Fahrtrichtung Untersiggenthal) Dem Gegenverkehr Vortritt lassen (Fahrtrichtung Turgi) Fussweg Höchstgeschwindigkeit 20 km/h, Höchstgewicht 3,5 t |
|      | SBB-Limmatbrücke Turgi                                   | Turgi – Untersiggenthal      |      | Eisenbahnbrücke (eingleisig) mit Servicekanal (Abwasserleitung) auf Pfeilerhöhe                                                     | Stein-Bogenbrücke            | Stein       | 91         | 332          | Schützenswerte dreifeldrige Natursteinbogenbrücke, gebaut 1857–1859, gründlich erneuert 1971 Das Bauwerk ist denkmalgeschützt. Höchstgeschwindigkeit 110 km/h Bahnstrecke Turgi–Koblenz–Waldshut Im Zweiten Weltkrieg lag die SBB-Limmatbrücke im Einsatzbereich der Limmatlinie der Schweizer Armee und war als militärisches Sprengobjekt klassiert. |
|      | BBC-Limmatbrücke (Austrasse)                             | Gebenstorf – Untersiggenthal |      | Strassenbrücke (zweispurig) mit Trottoirs                                                                                           | Balkenbrücke                 | Beton       | 80         | 331          | Höchstgeschwindigkeit 50 km/h Bauwerksnummer B-7001 |
|      | Limmatstrasse-Brücke (über Limmat Werkkanal)             | Gebenstorf-Vogelsang         |      | Strassenbrücke (zweispurig) | Balkenbrücke                 | Beton       | 10         | 331          | Höchstgeschwindigkeit 30 km/h Höchstgewicht 18 t |
|      | Rohrträger-Brücke (über Limmat Werkkanal)                | Gebenstorf-Vogelsang         |      | Rohrleitungsbrücke | Balkenbrücke                 | Stahl       | 10         | 331          | Uebergang mit abschliessbarer Schranke |
|      | Steg beim Kraftwerk Gebenstorf (über Limmat Werkkanal)   | Gebenstorf-Vogelsang         |      | Fussgängerbrücke | Balkenbrücke                 | Stahl       | 10         | 331          | Brücke mit abschliessbarem Tor Übergang ist nicht behindertengerecht (Treppe). |
|      | Brücke im Kraftwerk Gebenstorf (über Limmat Werkkanal)   | Gebenstorf-Vogelsang         |      | Fussgängerbrücke | Balkenbrücke                 | Beton       | 10         | 331          | |
|      | Brücke beim Kraftwerk Gebenstorf (über Limmat Werkkanal) | Gebenstorf-Vogelsang         |      | Strassenbrücke | Balkenbrücke                 | Beton       | 10         | 331          | Brücke mit abschliessbarem Tor |
|      | Schwanenfederbrücke (über Limmat Werkkanal)              | Gebenstorf-Vogelsang         |      | Fussgängerbrücke | Schrägseilbrücke             | Stahl       | 30         | 330          | Die Brücke, gebaut 2003, befindet sich im Naturschutzgebiet Limmatspitz. Das Bauwerk befindet sich im national geschützten Auengebiet Wasserschloss Brugg-Stilli. |
|      | Brücke beim Kraftwerk Stroppel (über Stroppelkanal)      | Untersiggenthal              |      | Werkbrücke mit Schranke | Balkenbrücke                 | Beton       | 15         | 329          | Private Brücke Betreten der Wehranlage verboten Bauwerk beim Kraftwerk Stroppel. |
|      | Steg beim Kraftwerk Stroppel (über Stroppelkanal)        | Untersiggenthal              |      | Fussgängerbrücke | Balkenbrücke                 | Stahl       | 20         | 329          | Private Brücke mit einseitigem Geländer und Gitterrostboden Übergang beim Kraftwerk Stroppel. |
|      | Brücke zur Stroppelinsel (über Stroppelkanal)            | Gebenstorf – Untersiggenthal |      | Fussgängerbrücke mit Schranke | Fachwerkbrücke               | Stahl       | 30         | 328          | Private Brücke Übergang zur Stroppelinsel. Das Bauwerk befindet sich im national geschützten Auengebiet Wasserschloss Brugg-Stilli. |